# 동남합성
동남합성은 충청남도 공주시에 본사를 둔 화학 기업이다.

## 역사
1965년 10월 동남합성공업으로 설립되었으며, 1996년 12월 23일부로 코스피 시장에 상장하였다.
2004년 3월, 상호를 동남합성공업에서 동남합성으로 변경하였다.
2012년 미원상사가 동남합성 창업주의 2세인 이지희 부회장과 경영권 지분 인수 합의를 체결하면서 동남합성을 계열사에 편입했다.
2023년, 보통주 1주당 500원(시가배당율1.47%)에 현금배당을 결정하였다.

## 참고 문헌
- “실적발표 동남합성”. 《비즈니스포스트》. 2020년 7월 8일.
- 전자공시시스템